# Zona crepusculară: Filmul
Zona crepusculară: Filmul (titlu original Twilight Zone: The Movie) este un film de groază științifico-fantastic din 1983 produs de Steven Spielberg și John Landis. Filmul se bazează pe serialul de televiziune Zona crepusculară din 1959 creat de Rod Serling. În film interpretează Dan Aykroyd, Albert Brooks, Vic Morrow, Scatman Crothers, Kathleen Quinlan și John Lithgow.

## Distribuție

### Prolog
- Burgess Meredith—Narator
- Dan Aykroyd—Pasager
- Albert Brooks—Car Driver

### Time Out
- Burgess Meredith—Narator
- Vic Morrow—Bill Connor
- Doug McGrath—Larry
- Charles Hallahan—Ray
- Rainer Peets— Ofițer German 1
- Kai Wulff— Ofițer German 2
- Sue Dugan— Chelneriță Nr. 1
- Debby Porter— Chelneriță Nr. 2
- Steven Williams—Patronul Barului
- Annette Claudier—French Monther
- Joseph Hieu—Vietnamez
- Al Leong—Vietnamez
- Stephen Bishop—Charming G.I.[6]
- Thomas Byrd 0 G.I.
- Vincent J. Isaac 0 G.I.
- Bill Taylor 0 G.I.
- William S. Taylor—G.I.
- Domingo Ambriz—G.I.
- Eddy Donno—Membru Ku Klux Klan
- Michael Milgrom—Ku Klux Klan
- John Larroquette— Membru Ku Klux Klan
- Norbert Weisser—Soldier No. 1

### Kick the Can
- Burgess Meredith—Narrator
- Scatman Crothers—Mr. Bloom
- Bill Quinn—Leo Conroy
- Martin Garner—Mr. Weinstein
- Selma Diamond—Mrs. Weinstein
- Helen Shaw—Mrs. Dempsey
- Murray Matheson—Mr. Agee
- Peter Brocco—Mr. Mute
- Priscilla Pointer—Miss Cox
- Scott Nemes—Young Mr. Weinstein
- Tanya Fenmore—Young Mrs. Weinstein
- Evan Richards—Young Mr. Agee
- Laura Mooney—Young Mrs. Dempsey
- Christopher Eisenmann—Young Mr. Mute
- Richard Swingler—Mr. Gray Panther
- Alan Haufrect—Mr. Conroy's Son
- Cheryl Socher—Mr. Conroy's Daughter-in-Law
- Elsa Raven—Nurse No. 2

### It's a Good Life
- Burgess Meredith—Narrator
- Kathleen Quinlan—Helen Foley
- Jeremy Licht—Anthony
- Kevin McCarthy—Uncle Walt
- Patricia Barry—Mother
- William Schallert—Father
- Nancy Cartwright—Ethel
- Dick Miller—Walter Paisley
- Cherie Currie—Sara
- Bill Mumy—Tim
- Jeffrey Bannister—Charlie

### Nightmare at 20,000 Feet
- Burgess Meredith—Narrator
- John Lithgow—John Valentine
- Abbe Lane—Sr. Stewardess
- Donna Dixon—Jr. Stewardess
- John Dennis Johnston—Co-Pilot
- Larry Cedar—Gremlin
- Charles Knapp—Air Marshal
- Byron McFarland—Pilot Announcement
- Christina Nigra—Little Girl
- Lana Schwab—Mother
- Margaret Wheeler—Old Woman
- Eduard Franz—Old Man
- Margaret Fitzgerald—Young Girl
- Jeffrey Weissman—Young Man
- Jeffrey Lampert—Mechanic
- Frank Toth—Mechanic
- Carol Serling—Mechanic

### Epilog
- John Lithgow—John Valentine
- Dan Aykroyd—Ambulance Driver

## Producție
În timpul filmărilor segmentului "Time Out" de către regizorul John Landis la 23 iulie 1982 în jurul orei 2:30, actorul Vic Morrow și actorii-copii Myca Dinh Le (7 ani) și Renee Shin-Yi Chen (陳欣怡, 6 ani) au decedat într-un accident de elicopter folosit pe platourile de filmare.